# Johan Wilhelm von Oetken
Johan Wilhelm von Oetken (født ca. 1668, død 8. maj 1733) var en oldenborgsk-dansk officer.
J.W. von Oetken var søn af dansk regeringsråd og landrentemester i Oldenborg Johan von Oetken til Loye og dennes hustru Helene, født von Dageroth og fik tilligemed fire brødre dansk adelsbrev 13. juni 1696.
Han blev i 1688 fændrik ved Fynske Infanteriregiment, som han året efter fulgte til Irland, og i 1692 blev han udnævnt sekondløjtnant, i 1693 forfremmet til premierløjtnant, herefter i 1695 til generaladjudant og i 1696 til kaptajn ved Dronningens Livregiment. I 1701 var han forsat i samme stilling til Grenaderkorpset, i 1707 blev han premiermajor ved Dronningens Livregiment og karakteriseret oberstløjtnant og i 1708 virkelig oberstløjtnant ved Jyske Landdragonregiment.
I 1711 kom han til Norge som oberst og chef for "et nationalt og gevorbent Regiment Dragoner". Han deltog i felttoget i Bohus Len 1711, felttogene i Norge i 1716 og 1718 samt atter i Bohus Len 1719,. Han blev generalmajor i 1720 og fik samme år tilligemed generalmajorerne Patroclus Rømeling, Ulrik Christian Kruse og Hartvig Huitfeldt "Inspektionen over den norske Militæretat". I 1729 blev han chef for et uberedent gevorbent regiment dragoner (tidligere oberst Paulsens).
Han var fra omkring 1708 gift med Margrete født Uthermarch (død i begyndelsen af 1733), datter af landskriver i Lundenbergharde i Nordstand Peter U(i)termark og Gesa Eckleff, og som den 22. december 1688 var blevet viet i Sankt Mariæ kirke, Helsingør, med enkemanden, justitsråd og tolddirektør i Helsingør Andreas Günther (30. november 1635 i Halle - 29. december 1698 i Helsingør), som første gang var blevet gift i 1669 med Magdalene Margaretha Danielsdatter Hausmann (1654 Segeberg-1687 Helsingør), hvis mor var Margrethe Pape. Med sin hustru fik Oetken formue, og da deres ægteskab blev barnløst, gav han, som intet havde bragt i boet, år 1710 sin hustru en forskrivelse, hvorved hans udarvinger blev fraskrevne arveret. 1712 købte Oetken Nedre (Store) Ljan ved Christiania (Oslo), men solgte den atter 1719 til oberst Paulsen. Derpå forpagtede han et års tid gården Abildsø af generalinde Wilster, men købte derefter adskilligt jordegods i Ås, Vestby og Kråkstad, bl.a. gården Rustad i Ås, hvor han døde.
| Efterfulgte: ? | Inspektion over den norske militæretat 1720 - 1732 (sammen med Hartvig Huitfeldt, Ulrik Christian Kruse & Patroclus Rømeling) | Efterfulgtes af: ? |